# 金蛾亞科
金蛾亞科（学名：Chrysopolominae），舊作
金蛾科（学名：Chrysopolomidae），
为鳞翅目的一个亞科。此科的模式属为金蛾属（Chrysopoloma）。
金蛾科原是斑蛾总科之下的一個科，由兩個亞科組成，包含約30個分佈於非洲的物種；但在其他較新的文獻，這個科被降格，成為了同屬斑蛾總科的刺蛾科（Limacodidae）之下一個亞科，而原來在金蛾科之下的兩個亞科被合併，變成了金蛾亞科的異名。

## 下级分类
根據 Afromoths.org 的紀錄，本分類單元包括以下各屬：
- Achrocerides Hering, 1937[4]
- Chrysectropa Bethune-Baker, 1911[5]
- 金蛾属 Chrysopoloma Druce, 1886[6]
- Chrysopolomides Hering, 1937[4]
- Diquishia Kurshakov & Zolotuhin, 2016[7]
- Ectropa Wallengren, 1863[8]
- Ectropona Kurshakov & Zolotuhin, 2013[9]
- Erythropteryx Hering, 1937[4]
- Hamartia Hering, 1937[4]
- Scotinocerides Hering, 1937[4]
- Strigivenifera Hering, 1937[4]
- Vietteopoloma Hering, 1961[10]